# Фадала ибн Убайд
Фадала ибн Убайд аль-Ансари (араб. فَضَالَةَ بْنِ عُبَيْدٍ الأَنْصَارِيِّ‎ Faḍāla ibn ʿUbayd al-Anṣārī; ум. Дамаск) — сподвижник исламского пророка Мухаммеда. Он был кади Дамаска и полководцем при Омейядском халифе Муавии I (годы правления 661–680). Исламские и византийские источники сообщают о нескольких военных кампаниях, включая ряд морских рейдов, возглавляемых Фадалой между 667/68 и 672 годами. Его зимовка в Кизике связывается с первой арабской осадой Константинополя. Согласно мусульманским источникам, он умер в качестве кадия в Дамаске в 673 году, хотя Халифа ибн Хайат датирует его смерть 678/79 годом.

## Ранняя жизнь и карьера
Фадала ибн Убайд был сподвижником исламского пророка Мухаммеда и принадлежал к ансарам (первым сторонникам Мухаммеда из Медины). В начале 640-х годов он участвовал в мусульманском завоевании Египта, затем поселился в Дамаске в Сирии. Там он был учеником Абу ад-Дарды (ум. 652), кади (главного судьи) города. Абу ад-Дарда выбрал его своим преемником. Фадала была среди меньшинства ансаров, которые не оказали дань уважения халифу Али ибн Абу Талибу, который занял этот пост после убийства халифа Усмана ибн Аффана в 656 году. Фадала и меньшинство ансаров, включая Зейд ибн Сабит, Масламу ибн Мухаллада и Нумана ибн Башира, считались усмания (сторонниками Усмана).

## Командующий в арабо-византийских войнах
Фадала был генералом в арабо-византийских войнах под предводительством халифа Муавии I (годы правления 661–680). Феофил Эдесский (ум. 785) назначил Фадалу (в греческих источниках — Фадаласа) командующим зимней кампанией против Гексаполиса в 667/68 году и считал, что в следующем году он получил подкрепление от сына Муавии Язида. По словам аль-Хоразими и ат-Табари (ум. 923), Фадала возглавил зимнюю кампанию против византийцев в 669/670 году, во время которой он захватил множество пленных, по словам аль-Якуби (ум. 897). Ибн Абду-ль-Хакам (ум. 871) отметил, что Фадала командовал сирийскими военно-морскими силами, в то время как Укба ибн Амир командовал египетским флотом. Тот же историк считал, что Фадала зимовал в Кизике, на другом берегу Мраморного моря от византийской столицы Константинополя, в 671/72 году. Аль-Якуби и ат-Табари снова называют его командующим зимней кампании против византийцев в 671/72 году, в то время как Халифа ибн Хайат (ум. 854) отметил, что он командовал арабскими военно-морскими силами во время этой кампании. Целью этой кампании, которая представляла собой набег, традиционно считался остров Джерба в современном Тунисе, хотя историк Марек Янковяк утверждает, что доказательств для этого недостаточно.

## Смерть
Фадала умер в Дамаске в качестве кади в 673 году, согласно большинству мусульманских источников. Феофан Исповедник (ум. 818) упоминал, что Фадала и Абдулла ибн Кайс совершили набег на Крит в 674 году. Ибн Хайят датирует смерть Фадалы 678/79 годом. Он был похоронен рядом с Абу ад-Дардой и его женой Умм ад-Дардой на кладбище Баб ас-Сагир, где его могила была местом посещений вплоть до XVI века. Фадалу сменил сын Абу Дарды Билал или ан-Нуайм ибн Башир. Один из учеников Фадалы, Абд аль-Рахман ибн аль-Хашас аль-Удри, служил кади Дамаска при халифе Умаре ибн Абдул-Азизе (годы правления 717–720).